# Samsung Galaxy A14

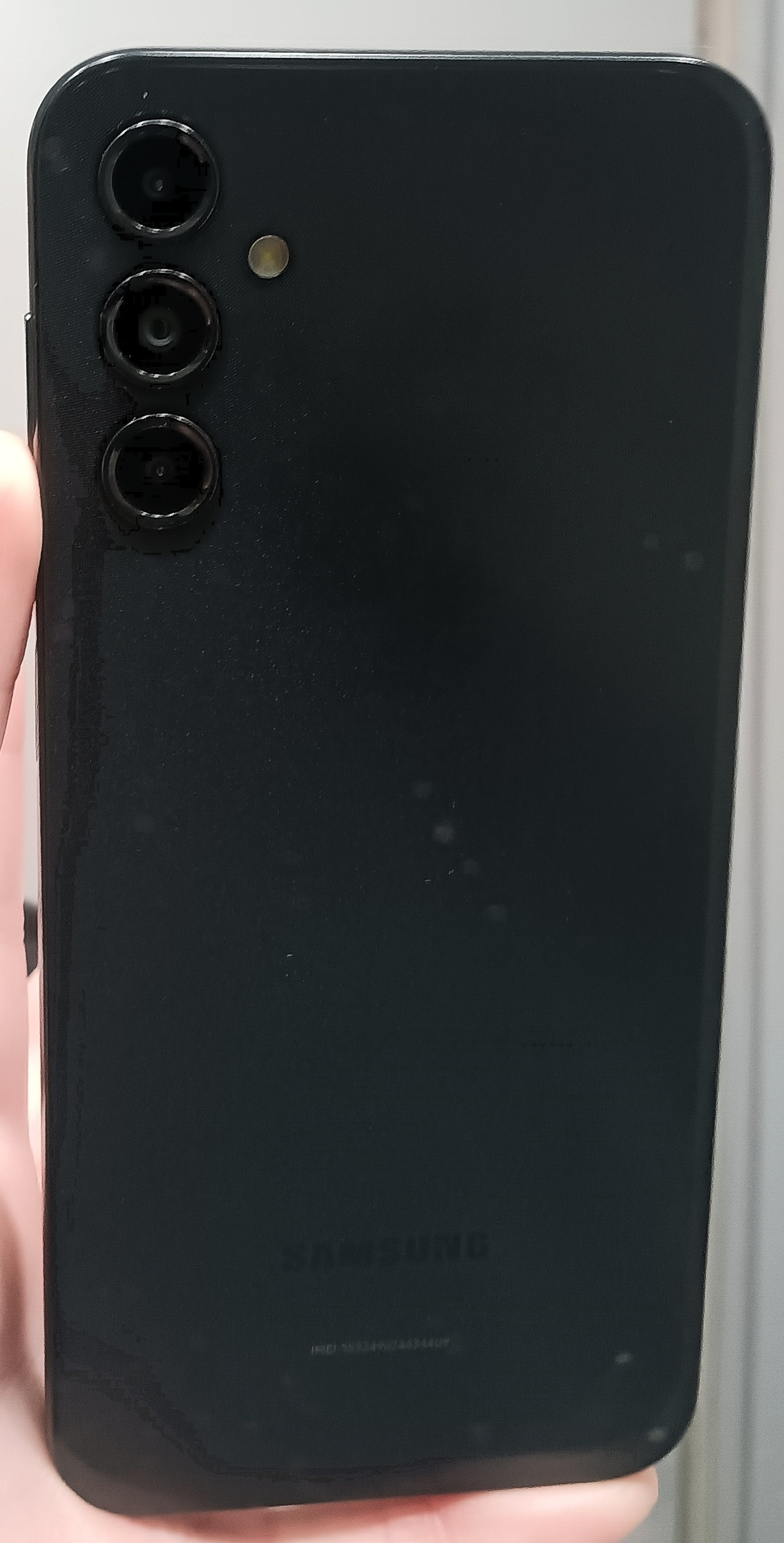
Samsung Galaxy A14

El Samsung Galaxy A14 es un teléfono inteligente Android diseñado y fabricado por Samsung Electronics. El modelo 5G se anunció el 4 de enero de 2023, y el modelo 4G LTE se anunció el 28 de febrero de 2023. Los teléfonos tienen una configuración de cámara trasera triple con una cámara principal de 50 MP, una pantalla LCD PLS de 6,6 pulgadas con el modelo 5G funcionando a 90 Hz y una batería Li-Po de 5000 mAh. Los teléfonos se envían con One UI Core 5 además de Android 13. El dispositivo es parte de la serie A de Samsung.

## Especificaciones

### Hardware
El modelo LTE está emparejado con un SOC MediaTek MT6769 Helio G80 (12nm), que incluye un procesador octa-core (2x2.0 GHz Cortex-A75 y 6x1.8 GHz Cortex-A55) y una GPU Mali-G52 MC2.
El modelo 5G SM-A146B viene con un SOC Exynos 1330 (5nm), que incluye un procesador Octa-core (2x2.4 GHz Cortex-A78 y 6x2.0 GHz Cortex-A55) y una GPU Mali-G68 MP2. Esta es una gran mejora de rendimiento con respecto al teléfono del año pasado.
El modelo 5G SM-A146P viene con un MediaTek MT6833 Dimensity 700 (7nm) que incluye un procesador octa-core (2x2.2 GHz Cortex-A76 y 6x2.0 GHz Cortex-A55) y una GPU Mali-G57 MC2. Este es el mismo que el teléfono del año pasado.

### Almacenamiento
Ambos modelos vienen en configuraciones de 64 GB de almacenamiento/4 GB de RAM, 128/4 y 128/6. El modelo 5G también viene con una configuración 128/8.
Ambos teléfonos vienen con almacenamiento expandible, modelos internacionales LTE y 5G que usan una ranura para tarjeta microSDXC dedicada, y la microSDXC de 5G USA que usa una ranura para SIM compartida.

### Cámara
Ambos modelos incluyen una configuración trasera de cámara triple, aunque incluyen cámaras diferentes. Ambos vienen con la misma cámara principal de 50 MP f/1.8 (gran angular) con PDAF y una cámara de 2 MP f/2.4 (macro). El modelo 4G viene con un 5 MP f/2.2 Ultrawide.
El modelo 5G incluye una lente de profundidad de 2 MP f/2.4. Ambas cámaras tienen capacidad para video de 1080p a 30 fps y utilizan tecnología HDR.
Ambos modelos usan la misma cámara para selfies de 13 MP f/2.0 que es capaz de grabar videos a 1080 a 30 fps. 

### Batería
Ambos teléfonos vienen con la misma batería Li-Po no extraíble de 5000 mAh, que admite una carga rápida de 15 W (USB-C con cable).

### Pantalla
Ambos modelos vienen con una pantalla PLS LCD FHD de 6,6 pulgadas (1080 x 2408).
La pantalla del modelo 5G viene con una pantalla de frecuencia de actualización de 90Hz.

### Características
Ambos teléfonos vienen con un conector para auriculares de 3,5 mm, No trae NFC, escáner de huellas dactilares de montaje lateral Bluetooth 5.1, GPS, acelerómetro, sensor de proximidad y brújula.
El modelo 5G también viene con un sensor giroscópico Bluetooth 5.2, barómetro (solo EE. UU.), radio FM (solo Exynos 1330) y 5G
Ninguno de los teléfonos viene con una clasificación de IP.

### Diseño
El teléfono presenta un diseño muy similar al del año pasado que utiliza la misma pantalla y una configuración de cámara muy similar. Ambos teléfonos cuentan con un frente de vidrio, una parte posterior de plástico y un marco de plástico.

#### Colores
El modelo 4G viene en negro, rojo oscuro, plateado y verde.
El modelo 5G viene en negro, verde claro, rojo oscuro y plateado.

#### Dimensiones
Ambos teléfonos tienen un tamaño de 167,7 x 78 x 9,1 mm (6,60 x 3,07 x 0,36 pulgadas).
El modelo 4G es de 201 g, mientras que el modelo 5G es de 202 g.